# Elephas maximus asurus
El elefante sirio (Elephas maximus asurus) es una subespecie extinta de elefante asiático, de la que constituía su población más occidental, antes de extinguirse durante la antigüedad. Restos del esqueleto de E. m. asurus se han recuperado en el Medio Oriente (Turquía, Irak y Siria) en un rango temporal que va desde hace tres millones de años hasta 100 años a. C.
Los antiguos artesanos sirios usaron los colmillos de E. m. asurus para elaborar tallas en marfil. En Siria, la producción de objetos con marfil alcanzó su máximo durante el primer milenio antes de Cristo, época en la que los arameos realizaron espléndidas incrustaciones de marfil para muebles. La cacería intensiva de los elefantes sirios a causa de su marfil acabó exterminándolos hacia el año 100 a. C.

## Descripción

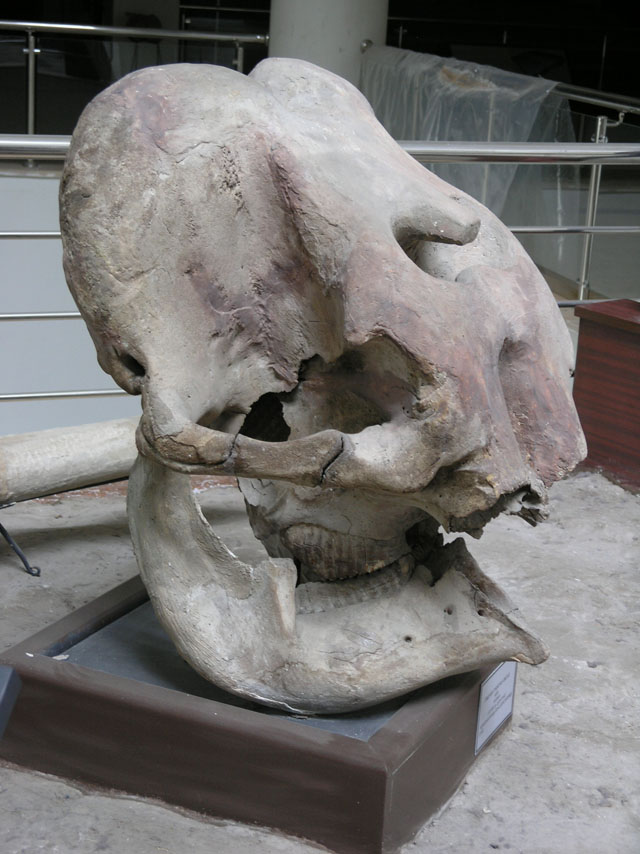
Cráneo del lago Gavur, Turquía.

Los elefantes sirios estuvieron entre las mayores subespecies de elefantes asiáticos que hayan sobrevivido en tiempos históricos, midiendo 3.5 metros o más de altura hasta los hombros. Los restos óseos no muestran mayor diferencia respecto a los elefantes indios, excepto por el tamaño. Un estudio de restos de 3,500 años de antigüedad provenientes del lago Gavur situado al suroeste de Kahramanmaraş en Turquía determinó que se hallaban dentro de la variación genética actual y pertenecían al grupo β1 del clado principal β de los elefantes asiáticos. Estos poseían además un haplotipo mitocondrial extremadamente raro que solo se había reportado anteriormente en un ejemplar moderno de elefante de Tailandia, y se situó el origen de este haplotipo entre hace 3,700–58,700 años. Los datos no fueron concluyentes en cuanto a si esta población tenía un origen natural o uno antropogénico, aunque el primero es la hipótesis más favorecida.

## Distribución y hábitat

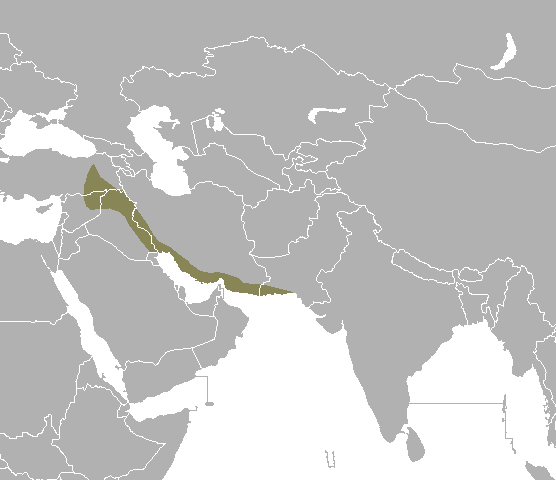
Área de distribución de Elephas maximus asurus

En Asia occidental, los elefantes se extendían desde los bosques de manglares del sur de Irán, hasta el sur de Anatolia, las estepas sirias e incluso se extendían hasta Israel. El rey asirio Asurnasirpal II se jactaba de cazar elefantes, junto con toros salvajes y leones.

## Controversia
No se conocen restos de Elephas en el Medio Oriente tras hace 200,000 años hasta hace 3,500 años. Este largo hiato ha hecho sospechar a algunos académicos que estos elefantes asiáticos eran introducciones artificiales en la región, posiblemente procedentes de la India, aunque esto es difícil de probar. Se ha sugerido que la fecha de extinción sería en torno al año 700 a. C., con base en evidencia histórica y osteoarqueológica. Esto posiblemente se debió a los cambios climáticos y los nuevos usos de las tierras que ocurrieron durante el inicio de la Edad del Hierro.
Los elefantes "sirios" son mencionados con frecuencia en la historia helenística; los reyes seléucidas, quienes mantenían contingentes de elefantes de guerra, reinaron en el territorio sirio por entonces. Se cree que estos elefantes eran elefantes indios (E. m. indicus), los cuales eran adquiridos por los reyes seleúcidas en sus posesiones orientales. Las fuentes antiguas, como los relatos de Estrabón y Polibio
 atestiguan que los reyes Seleuco I y Antíoco III tenían grandes cantidades de elefantes indios importados. Si estos elefantes indios eran importados debido a la escasez de elefantes sirios nativos o debido a dificultades en el entrenamiento y domesticación de los mismos para la guerra permanece sin respuesta.
El general cartaginés Aníbal tuvo un elefante de guerra conocido como "Surus"; se ha sugerido que el nombre significa "el sirio" (o "con un colmillo"). Se decía que era su mejor (y más grande) elefante. En ese caso, el elefante puede haber procedido de los rebaños seleúcidas, aunque solo puede especularse si era un elefante indio importado o de hecho era un elefante sirio. (Los elefantes de guerra usados generalmente por los cartagineses, en contra de lo que se ve en algunas representaciones populares, eran los pequeños elefantes norteafricanos, Loxodonta africana pharaoensis, una posible subespecie del elefante africano también extinta en la actualidad.)